# 국방군최고사령부 재판

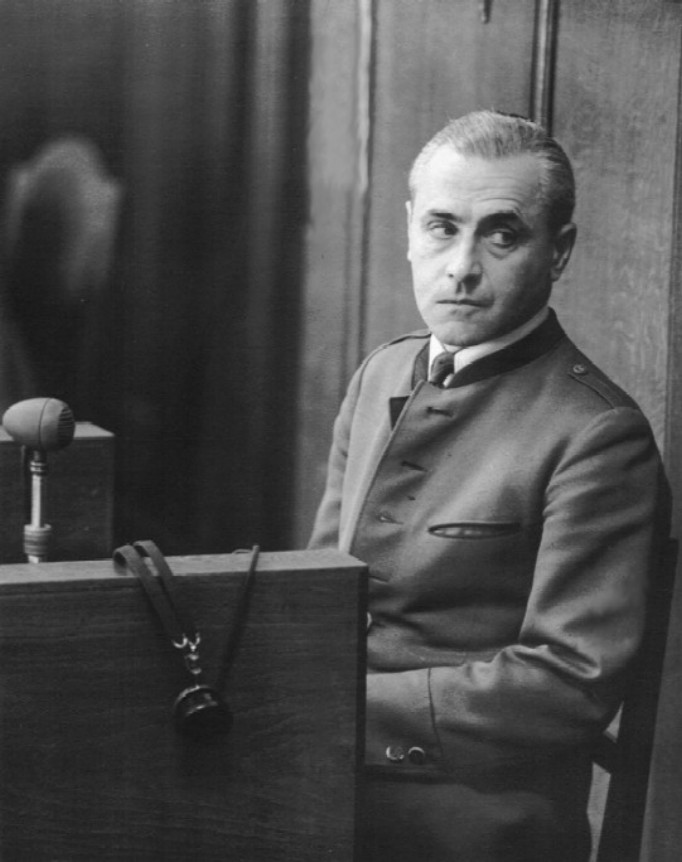
피고인석에 선 발터 바를리몬트.

국방군 최고사령부 재판(독일어: Prozess Oberkommando der Wehrmacht)은 제2차 세계 대전 이후 미국 점령지역에서 진행된 12개의 뉘른베르크 계속재판 중 마지막 재판이다. 공식 명칭은 미합중국 대 빌헬름 폰 레프 외 판례(The United States of America vs. Wilhelm von Leeb, et al)라고 한다. 독일 국방군의 고위 장성들이 피고로 기소되었으며, 그들 중 일부는 국방군 최고사령부(OKW)의 일원이었던 전력이 있다. 피고들은 전쟁 기간 중 독일 점령지역에서 이루어진 셀 수 없이 많은 전쟁범죄와 잔학행위의 계획 및 실행에 참여했다는 죄목으로 기소되었다.
판사는 존 C. 영, 윈필드 B. 헤일, 저스틴 W. 하딩이었고 검사인단 대표는 텔퍼드 페일러였다. 기소는 1947년 11월 28일에 이루어졌으며 공판은 그해 12월 30일부터 이듬해 10월 28일까지 진행되었다. 피고 14인 중 모든 기소 내용에 대해 무죄를 판결받은 사람은 두 명(오토 슈니빈트, 후고 슈페를레) 뿐이고, 피고 한 명(요하네스 블라스코비츠)은 공판 진행 중에 자살했다. 유죄가 확정된 피고들은 징역 3년에서 종신형 사이의 형을 선고받았다.
독일인들은 이 재판을 몹시 싫어했다. 그들은 미국 재판부가 발견한 범죄사실들을 부정했으며, 피고들이 상부의 명령에 복종했음과 그 군인정신을 예찬했다. 특히 개신교 및 천주교 교회에서 이러한 반대 활동에 열성적이었다. 독일연방공화국이 성립된 뒤 초대 수상 콘라트 아데나워와 연방의회도 피고인들의 편을 들었다. 동구권 공산당에 맞서 서독이 재무장해야 할 필요성이 긴급해지던 시국이었기 때문에 독일인들의 영향력 행사는 더욱 커졌다. 결국 미국 고등판무관 존 맥클로이가 1950년 아직까지 복역 중이던 최고사령부 재판 피고인 6인 중 3인에 대한 감형을 논의하는 검토협의회를 발족한 것을 시작으로 하여 최고사령부 재판 피고인들은 1953년까지 모두 석방되었다.
만약에 이 재판에서 사형 판결을 받은 사형수가 나온 경우 재판 자체가 군인들만의 재판이라 총살형 방식 사형을 집행할 예정이였으나 사형 판결을 받은 사형수는 한명도 나오지 않았다.

## 기소 내용
1. 평화에 반한 죄: 다른 나라들에 대한 침략전쟁을 획책하고 국제 조약들을 위반한 죄.
2. 전쟁범죄: 전쟁포로 및 적성 교전단체에 대한 모살, 학대를 비롯한 기타 범죄를 저지른 죄.
3. 인도에 반한 죄: 점령당한 나라의 민간인들에 대한 모살, 고문, 강제이주, 인질잡기 등에 관여 또는 그것을 명령한 죄.
4. 상술한 죄들을 저지르기 위한 계획과 음모를 조직하고 실행하는 데 참여한 죄.

모든 피고들은 모든 기소 내용에 대해 무죄를 주장했다. 재판부는 4번 기소 내용이 다른 기소 내용들과 겹친다는 이유로 기각하였다. 또한 1번 기소 내용에 대해서는 피고들은 정책 결정자의 위치에 있지 않았으며 명령에 따라 전쟁을 준비하고 전쟁을 수행한 것만으로는 당시 적용되던 국제법을 위반한 범죄가 아니라고 보아 피고 전원에게 무혐의 판결했다.

## 피고인 목록
| 사진 | 성명                    | 기소 내용 | 기소 내용 | 기소 내용 | 기소 내용 | 양형        | 비고 |
| 사진 | 성명                    | 1         | 2         | 3         | 4         | 양형        | 비고 |
| ---- | ----------------------- | --------- | --------- | --------- | --------- | ----------- | --- |
|      | 요하네스 블라스코비츠   | I         | I         | I         | I         | —           | 육군 상급대장. 공판 도중인 1948년 2월 5일 자살. |
|      | 카를아돌프 홀리트       | I         | G         | G         | I         | 5년형       | 육군 상급대장. 1949년 12월 모범수로 석방. 1985년 사망. |
|      | 헤르만 호트             | I         | G         | G         | I         | 15년형      | 육군 상급대장. 1941년 바르바로사 작전 당시 제3기갑집단 지휘, 1942년 청색 상황 당시 제4기갑군 지휘. 1941년 11월 하달된 소련군 정치장교는 포로로 대우하지 말고 즉결 사살하라는 내용의 정치장교 지령을 지지했음. 1951년 양형 검토시 양형에 변화 없었음. 1954년 가석방. 1971년 사망. |
|      | 빌헬름 폰 레프 기사     | I         | I         | G         | I         | 형기 만료   | 육군 야전원수. 기사 작위를 보유한 구제국 귀족. 1941년 6월에서 1942년 1월 사이 독소전쟁 북부 집단군 최고지휘관 역임. 바르바로사 관할구 명령(파르티잔 토벌을 명목으로 민간인 살해를 허용한 명령)을 하달하고 예하 부대들이 그 명령의 범죄적 실행을 한 것에 대하여 유죄 확정. 포로 수용기간으로 형기를 채워 재판 직후 석방. 1956년 사망.                                                   |
|      | 루돌프 레만             | I         | G         | G         | I         | 7년형       | OKW 소속 군법무관상급대장. 바르바로사 관할구 명령에 책임이 있음. 1941년 12월 밤과 안개 법령(독일군 점령지에서 독일 법을 위반하는 사람을 체포하여 강제수용하도록 함)의 초안을 짰고, 국방군 병력이 이 법령을 프랑스, 네덜란드, 우크라이나 등 점령국에서 실행했음. 특공대 명령(연합군 특공특수부대는 재판 없이 즉결처형하라는 내용) 작성에도 관여했음. 1950년 모범수로 석방. 1955년 사망. |
|      | 게오르크 폰 퀴흘러      | I         | G         | G         | I         | 15년형      | 육군 야전원수. 독소전쟁 당시 제18군 사령관, 북부 집단군 최고지휘관 역임(레프의 후임). 1951년 1월 양형 검토를 받았고 양형 변경 없음. 1952년 연민에 기반한 석방. 1963년 사망. |
|      | 게오르크한스 라인하르트 | I         | G         | G         | I         | 15년형      | 육군 상급대장. 1951년 1월 양형 검토를 받았고 양형 변경 없음. 1952년 연민에 기반한 석방. 1963년 사망. |
|      | 카를 폰 로쿠에스        | I         | G         | G         | I         | 20년형      | 육군 보병대장. 1949년 12월 24일 사망. |
|      | 헤르만 라이네케         | I         | G         | G         | I         | 종신형      | 육군 보병대장. OWK의 일반군무청(AWA) 청장 역임. 소련군 포로 330만 명을 사망케 한 포로 학대 정책을 만들어내고 또 실행시킨 책임을 물어 유죄. 1954년 석방. 1973년 사망. |
|      | 한스 폰 잘무트          | I         | G         | G         | I         | 20년형      | 육군 상급대장. 1951년 양형 검토를 받고 12년형으로 감형. 1953년 모범수 석방. 1962년 사망. |
|      | 오토 슈니빈트           | I         | I         | I         | I         | 무혐의 석방 | 해군 상급제독. 1964년 사망. |
|      | 후고 슈페를레           | I         | I         | I         | I         | 무혐의 석방 | 공군 항공야전원수. 1953년 사망. |
|      | 발터 바를리몬트         | I         | G         | G         | I         | 종신형      | 육군 포병대장. OKW 작전참모국 국가방위부서장 역임. 바르바로사 관할구 명령에 따른 전쟁범죄에 대한 책임에 관하여 유죄. 1951년 18년형으로 감형되었고 1954년 석방. 1976년 사망. |
|      | 오토 뵈흘러             | I         | G         | G         | I         | 8년형       | 육군 보병대장. 바르바로사 관할구 명령에 관하여 유죄. 민간인의 강제이주 및 노예노동과 특수작전집단과의 협력행위에 관하여 유죄. 1051년 석방. 1987년 사망. |

I — 기소됨   G — 기소되었고 유죄 판결

## 참고 문헌
1. ↑  See Detlev F. Vagts, Book Review, American Journal of International Law vol. 104 (2010), p. 548, at 549; reviewing Valerie Geneviève Hébert, Hitler's Generals on Trial: The Last War Crimes Tribunal at Nuremberg. Lawrence, KS: University Press of Kansas, 2010.
2. ↑  Hebert 2010, 219쪽.
3. ↑  Heiber 2004, 938쪽.
4. ↑  Burleigh 1997, 69쪽.
5. ↑  Hebert 2010, 216–217쪽.
6. 1 2  Hebert 2010, 150쪽.
7. 1 2  Hebert 2010, 3쪽.
8. ↑  Hebert 2010, 90쪽.
9. 1 2  Hebert 2010, 151쪽.
10. 1 2 3  Herber 2010, 218쪽.
11. ↑  Herbert 2010, 3쪽.
12. ↑  Hebert 2010, 218쪽.

- Law Reports of Trials of War Criminals, Vol. XII, 1949 of the United Nations War Crimes Commission.
- Hebert, Valerie (2010). 《Hitler's Generals on Trial: The Last War Crimes Tribunal at Nuremberg》. Lawrence, Kansas: University Press of Kansas. ISBN 978-0-7006-1698-5. 2015년 10월 5일에 원본 문서에서 보존된 문서. 2016년 6월 15일에 확인함.
- Heiber, Helmut; Weinberg, Gerhard L.; Glantz, David (2004). 《Hitler and His Generals: Military Conferences 1942–1945》. Enigma Books. ISBN 978-1929631285.